# ★★★★
★★★★ (auch bekannt als Four Stars oder 24 Hour Movie) ist ein Underground-Experimentalfilm von Andy Warhol. Er wurde zwischen August 1966 und September 1967 in Warhols Studio The Factory, an verschiedenen Schauplätzen in New York City, in San Francisco, Sausalito, Philadelphia, Boston und in Los Angeles im 16-mm-Format gedreht. Die bis heute einzige Aufführung fand am 15./16. Dezember 1967 durch die Film-makers’ Cooperative im New Cinema Playhouse (120 West 42nd Street, Manhattan) statt.

## Handlung
Die Bestandteile und die Reihenfolge des Gesamtfilms müssen rekonstruiert werden. Stephen Koch hat in seinem Buch Stargazer die Einzelteile aufgelistet, ohne die Reihenfolge zu beachten. Die folgende (unvollständige) Auflistung folgt vor allem Jonas Mekas, der sie durch Sichtung der (nur teilweise beschrifteten) Filmdosen und Gespräche mit Paul Morrissey, Gerard Malanga und Warhol nachvollzogen hat:
- Susan Bottomly mit Susan Bottomly (Segment 1, gefilmt im Januar 67, 30 min)
- International Velvet mit Susan Bottomly, Allen Midgette und Dickin (gefilmt im Januar 67, 30 min)
- Allen and Dickin mit Allen Midgette und Dickin (gefilmt im Januar 1967, 2 Stunden)
- Imitation of Christ mit Brigid Berlin, Taylor Mead, Ondine, Patrick Tilden und Nico (8 Stunden)
- Courtroom mit Ultra Violet, Rene Ricard und Ondine (gefilmt im Dezember 66, 30 min)
- Katrina Dead mit Katrina Toland und Rene Ricard (Segment 23, 30 min)
- Katrina mit Katrina Toland (Segment 25, 30 min)
- Emanuel (Segment 35, 30 min)
- Rolando (Segment 37, 30 min)
- Edith Sedgwick mit Edie Sedgwick (Segment 38, gefilmt Ende 66, 30 min)
- Ondine and Edie mit Ondine und Edie Sedgwick (Segment 41, gefilmt Ende 66, 30 min)
- Orion mit Billy Name und Orion (Segment 42, 30 min)
- Easthampton Beach (Segment 43, 30 min)
- Nico-Katrina mit Nico und Katrina Toland (ebenfalls als Segment 43 gelistet, 30 min)
- Ondine and Ingrid mit Ondine und Ingrid Superstar (Segment 68, 30 min)
- High Ashbury mit Ultra Violet, Ondine und Nico, Musik von The Velvet Underground (Segment 76, 30 min)
- Susan and David (Segment 82, 30 min)
- Barbara and Ivy mit Barbara Toland und Ivy Nicholson (30 min)
- Ivy and Susan mit Ivy Nicholson und Susan Bottomly (30 min)
- Philadelphia Story (30 min)
- Group One mit Ingrid Superstar (30 min)
- Sunset Beach on Long Island (30 min)
- Tiger Morse mit Tiger Morse, Ultra Violet, Ondine und Nico (gefilmt im November 66, 20 min)
- Gerard Has His Hair Removed with Nair mit Gerard Malanga und Ultra Violet (gefilmt im Juli 67, 30 min)
- Sausalito mit Nico (30 min)
- Allen and Apple mit Allen Midgette (gefilmt Ende Januar 67, 30 min)
- Sunset in California (30 min)
- Ondine in Yellow Hair mit Ondine (30 min)
- Philadelphia Story (30 min)
- Group One (30 min)
- Swimming Pool (30 min)
- Tally and Ondine mit Tally Brown und Ondine (30 min)
- Ondine in Bathroom mit Ondine (30 min)
- A Christmas Carol mit Ondine (33 min)

Während der Aufführung liefen zwei Projektoren, die jeweils eine Filmrolle auf eine einzige Leinwand warfen, so dass es zu Überblendungen und Doppelprojektionen kam.

## Hintergrund
Der Film ist eine aufwendige Montage-Leistung, und Summe von Warhols Schaffen als Avantgarde-Regisseur. Der ungewöhnliche Titel ist eine satirische Anspielung auf die Gewohnheit der zeitgenössischen Filmkritik, cineastische Produkte mit Sternen zu bewerten, wobei vier Sterne die höchste Bewertung darstellten. Die falsche Bezeichnung 24 Hour Movie stammt von Warhols Biograph Victor Bockris, der Künstler selbst bezeichnete den Film in seinem autobiographischen Buch Popism als „twenty five hour movie“. Andere Kritiker brachten den Film mit James Joyce’ Roman Ulysses in Verbindung, der sich ebenfalls über einen vollen Tag erstreckt.
Nach der einzigen vollständigen Aufführung, die nur etwa 20 Besucher, darunter Warhol selbst, durchhielten, wurde der Film geschnitten. Teile des Gesamtwerks wurden später noch gezeigt, unter anderem eine 100-Minuten-Version von Imitation of Christ und als Teile von I, A Man, Bike Boy und The Loves of Ondine. Die meisten Filmrollen wanderten aber in die Archive und wurden bis zum heutigen Tag nicht mehr gesichtet.

„Ich wußte, daß wir es in dieser langen Form nie wieder aufführen würden, und deshalb war es wie wirkliches Leben, wie unser eigenes Leben, was da auf der Leinwand flackerte – es sollte einmal an uns vorbeiziehen, und dann würden wir es nie wiedersehen.“